# Postplatyptilia ugartei
Postplatyptilia ugartei là một loài bướm đêm thuộc họ Pterophoridae. Nó được tìm thấy ở Chile.
Sải cánh dài 19–21 mm. Con trưởng thành bay vào tháng 1.
Tên loài này được đặt theo tên người sưu tập nó là Ing. Alfredo Ugarte Peña, người hoạt động tích cực trong việc tìm kiếm loài động vật của Chile.